# Аль-Муваффак
Абу Ахмад аль-Муваффак Тальха ибн Джафар (араб. الموفق بالله‎; 842 — 5 июня 891) — военачальник, регент Багдадского халифата.

Династия Аббасидов в IX веке

## Биография
Абу Ахмад был одним из младших сыновей халифа аль-Мутаваккиля. После смерти его отца началась анархия в Самарре, халифов возводили на престол тюркские войска. Абу Ахмад близко сошёлся с тюркскими военачальниками и заслужил авторитет среди тюрок. Поэтому когда в 865 году началась война между двумя соперничающими халифами, то его старший брат аль-Мутазз, выбранный тюрками очередным халифом, именно Абу Ахмада поставил во главе войск, действующих против Багдада. Сразу после победы Абу Ахмаду 9 февраля 866 года вручили почётный халат и золотую корону, украшенную драгоценными камнями. Однако в августе аль-Мутазз, опасаясь возможных претензий Абу Ахмада на трон, бросил его в тюрьму; он не был казнён лишь из-за большой популярности среди тюркских войск.
Когда аль-Мутазз умер, а халифом стал ещё один из сыновей аль-Мутаваккиля — аль-Мутамид, то Абу Ахмад был назначен губернатором восточной половины Халифата. Чтобы обозначить его новый статус, ему был дан новый титул — «аль-Муваффак». В 875 году Абу Ахмад возглавил администрацию в Багдаде и вскоре, фактически отстранив от власти слабого аль-Мутамида, стал управлять страной. Он сумел стабилизировать обстановку в Халифате, боролся с сирийскими Тулунидами, подавил восстания зинджей.
Абу Ахмад страдал от прогрессирующего элефантиаза, и потому с 889 года государственными делами занялся его сын Ахмад аль-Мутадид Биллах. После смерти аль-Муваффака 5 июня 891 года его должность официально перешла к сыну, который год спустя стал новым халифом.